# 赫爾曼·弗朗西斯·馬克
赫爾曼·弗朗西斯·馬克（英語：Herman Francis Mark，1895年5月3日—1992年4月6日），奧地利裔美國化學家，致力於高分子化學的發展。馬克利用X射線繞射研究纖維分子結構，並由此提供了高分子結構理論的重要證據。他與豪溫一同制定了馬克－豪溫方程，描述相對分子量對高分子特性黏度的影響。

## 外部連結
- A short biography （页面存档备份，存于）
- National Academy of Sciences Biographical Memoir （页面存档备份，存于）